# Baetisca lacustris
Baetisca lacustris är en dagsländeart som beskrevs av Mcdunnough 1932. Baetisca lacustris ingår i släktet Baetisca och familjen Baetiscidae. Inga underarter finns listade i Catalogue of Life.